# Gustavo Gustavsson de Vasa
Gustavo Gustavsson de Vasa (Estocolmo, 9 de noviembre de 1799-Pillnitz, 5 de agosto de 1877) fue el príncipe heredero de Suecia hasta 1809, año en que su padre Gustavo IV Adolfo fue derrocado. Posteriormente fue un pretendiente al trono sueco, además de utilizar los títulos de príncipe de Vasa y conde de Itterburg. Fue también un militar al servicio de Austria.

## Biografía
Gustavo fue el hijo mayor de los reyes Gustavo IV Adolfo y Federica Dorotea Guillermina. Cuando tenía 10 años, el 13 de marzo de 1809 un golpe de Estado terminó con el gobierno de su padre. La familia permaneció en arresto en el Castillo de Gripsholm.
Ante la situación, el rey abdicó voluntariamente en favor de su hijo el 29 de marzo del mismo año, pero el parlamento retiró los derechos dinásticos a todos los descendientes del rey. Tras la designación de Carlos XIII como nuevo rey, los gustavianos, partidarios de Gustavo IV Adolfo, buscaron en 1809 y 1810 que Gustavo fuese designado como príncipe heredero, pero no tuvieron éxito. En su lugar se nombraría posteriormente a un miembro ajeno a la familia real, primero a Cristián Augusto de Augustenborg y finalmente a Jean-Baptiste Bernadotte.
La familia decidió entonces partir al exilio hacia Baden, la tierra de la madre de Gustavo. Federica adquirió la propiedad del Castillo de Itterburg, en la localidad de Vöhl. Desde 1816 Gustavo comenzó a usar el título de Conde de Itterburg.
Al alcanzar la edad adulta, Gustavo entró a servir dentro del ejército austríaco. En 1826 era teniente coronel y en 1830 alcanzaba el rango de general. En 1828 se comprometió con la princesa Mariana de los Países Bajos, pero el compromiso se rompió debido a la presión que ejerció el rey sueco Carlos XIV Juan sobre la Casa Real de ese país.
En 1829 el emperador Francisco I de Austria le otorgó el título de Príncipe de Vasa, ante la inconformidad de Carlos XIV Juan por la insistencia de Gustavo en utilizar el título de príncipe heredero de Suecia. El 1 de diciembre de 1831, tras la muerte del Conde Ignacio Gyulay, propietario (Inhaber) del regimiento de infantería nº60 del ejército austríaco, Francisco I le concedió la propiedad del mismo. Este regimiento tenía una especial importancia para el Emperador ya que en él fue teniente coronel y después coronel su nieto, el duque de Reichstadt desde el verano de 1831 hasta su muerte en julio de 1832.

## Matrimonio y descendencia
El 9 de septiembre de 1830 casó con su prima, la princesa Luisa Amelia de Baden. Gustavo tuvo dos hijos. Sólo la menor le sobrevivió:
- Luis (1832-1832).
- Carola (1833-1907). Reina de Sajonia, consorte de Alberto I.

Gustavo aceptó bajo protesta la ascensión al trono de Óscar I en 1844 y la de Carlos XV en 1859, y mantuvo su reivindicación como heredero. No protestó más cuando Óscar II fue coronado en 1872.
Visitó Suecia una sola vez, permaneciendo en la ciudad de Helsingborg, en calidad de turista. Falleció el 5 de agosto de 1877 en su palacio de Pillnitz, en Sajonia. Fue sepultado en la ciudad de Eutin, junto a familiares del extinto ducado de Holstein-Gottorp. En 1884 sus restos fueron trasladados a la Iglesia de Riddarholmen, en Estocolmo, al lado de los de su padre y los de su hijo mayor.

## Títulos, órdenes y empleos

### Títulos
- 1799 - 1809: S.A.R. el Príncipe Heredero de Suecia
- 1809 - 1877: S.A.R. el príncipe Gustavo de Vasa.[4]
- 1829: Príncipe de Vasa (Prinz von Wasa)[5][6][7] (Imperio austríaco)

### Órdenes
- 1875: Caballero gran cruz de la Orden de San Esteban de Hungría.[8][9] ( Imperio austrohúngaro)
- Caballero gran cruz de la Orden de San Juan de Jerusalén (vulgo Malta)[4] ( Orden de Malta)
- Caballero de la Orden de San Andrés.[4][10] ( Imperio ruso)
- Caballero de la Orden de San Alejandro Nevsky.[4][10] ( Imperio ruso)
- Caballero de primera clase de la Orden de Santa Ana.[4][10] ( Imperio ruso)
- 1825: Caballero de la Orden de San Huberto.[4][10][11] ( Reino de Baviera)
- 1811: Caballero gran cruz de la Orden de la Fidelidad.[4][12] ( Gran Ducado de Baden)
- Caballero gran cruz de la Orden de Leopoldo.[4] ( Reino de Bélgica)
- Caballero de la Orden del Águila Negra.[10] (

 Reino de Prusia)
- Caballero de primera clase de la Orden del Águila Roja.[10] (

 Reino de Prusia)
- Caballero de la Orden de la Corona de Ruda.[10] ( Reino de Sajonia)
- 1838: Caballero gran cruz de la Orden Real Güélfica.[10][13] ( Reino de Hannover)
- Caballero gran cruz de la Orden del Redentor.[10] ( Reino de Grecia)
- Gran comendador de la Orden de Hohenzollern.[10] ( Hohenzollern-Sigmaringen; Hohenzollern-Hechingen)
- Caballero de primera clase de la Orden del León de Zähringen.[10] ( Gran Ducado de Baden)
- Caballero gran cruz de la Orden de Felipe el Magnánimo.[10] ( Gran Ducado de Hesse)
- Caballero gran cruz de la Orden del León.[10] ( Reino de los Países Bajos)
- Caballero gran cruz de la Orden de Enrique el León.[10][14]  ( Ducado de Brunswick)
- Caballero gran cruz de la Orden de Pedro Federico Luis.[10] ( Gran Ducado de Oldemburgo)

### Empleos
- 1 de diciembre de 1831 - 5 de agosto de 1877: Coronel propietario (Inhaber) del Imperial y Real Regimiento de Infantería nº60 (Húngaro) del Ejército Imperial y Real.[4][10][15]
- 29 de febrero de 1836: Feldmarshall lieutenant del Ejército Imperial y Real.[10][15]
- General-Major del Ejército Imperial y Real.[16]